# Guy-Philippe Bertin
Guy-Philippe Bertin est un réalisateur et acteur français.

## Biographie
Guy-Philippe Bertin, qui fut analyste financier, a réalisé et interprété, aux côtés de Féodor Atkine et Claire Keim, son unique long métrage sorti en 2000, Le Sens des affaires .

## Filmographie

### Court métrage
- 1998 : Les Trois Sœurs

### Long métrage
- 2000 : Le Sens des affaires